# Offshore-Windpark Baltic Eagle
Der Windpark Baltic Eagle ist ein in Bau befindlicher Offshore-Windpark in der Ostsee, der aus 50 Windenergieanlagen von Vestas mit einer Nennleistung von je 9,525 MW bestehen soll. Der Windpark soll Ende 2024 ans Netz gehen.[veraltet] Der Windpark wird vom spanischen Energieversorger Iberdrola rund 30 km nordöstlich der Insel Rügen in der deutschen Ausschließlichen Wirtschaftszone gebaut. Der Windpark wird eine Fläche von etwa 40 km² einnehmen, die Gründung erfolgt mit Monopiles. Etwas weiter östlich davon betreibt Iberdrola bereits den Offshore-Windpark Wikinger, außerdem wird der direkt nördlich davon geplante Offshore-Windpark Windanker entwickelt.

## Planung
Der Zuschlagswert für Baltic Eagle in der Ausschreibungsrunde 2018 nach dem Windenergie-auf-See-Gesetz lag bei einer Marktprämie von 6,46 Ct pro Kilowattstunde. Im April 2022 erteilte das Bundesamt für Seeschifffahrt und Hydrographie die Genehmigung. Später verkaufte Iberdrola 49 % des Windparks an Masdar, ein auf Erneuerbare Energien spezialisiertes Unternehmen aus Abu Dhabi.

## Bau
Die Umspannplattform wurde vom Schwimmkran Thialf der Heerema Marine Contractors im Februar 2023 im östlichen Teil des Windparks aufgestellt. Sie wurde von der dänischen Bladt Industries hergestellt und von der indischen Semco Group mit den elektrotechnischen Komponenten ausgestattet.
Im April 2023 begannen die Gründungen für die Windenergieanlagen. Die 50 Monopiles wurden von EEW Special Pipe Constructions in Rostock gefertigt. Das niederländische Unternehmen Van Oord transportiert und installiert die Monopile-Fundamente und stellt die Lieferung, den Transport und die Installation der Innerparkverkabelung sicher. Für den Aufbau der Windenergieanlagen wurde Fred. Olsen Windcarrier aus Norwegen mit dem Errichterschiff Blue Tern beauftragt.
Die Installation aller 50 Turbinen wurde im Oktober 2024 abgeschlossen.

## Netzanbindung
Der in den Windenergieanlagen erzeugte Strom wird über die interne Parkverkabelung zur Umspannplattform im Windpark geleitet, wo der Strom auf 220-kV-Höchstspannung transformiert wird. Von dort wird der Strom über See- und Erdkabel zum Übertragungsnetz an Land transportiert werden.
Das Ostwind 2 genannte Kabelsystem, an das auch der südwestlich benachbarte Offshore-Windpark Arcadis Ost 1 anschließt, verläuft östlich an Rügen vorbei durch das Landtief in den Greifswalder Bodden, weitgehend parallel zur Ostwind-1-Leitung. Ostwind 2 besteht aus einem Drehstrom-Leitungssystem mit drei Kabeln. Die beiden Seekabel OST-2-2 und OST-2-3 schließen Baltic Eagle an. Bei Lubmin wird das Kabelsystem angelandet und von dort zum Umspannwerk weitergeführt. Verantwortlich für den Netzanschluss ist der Übertragungsnetzbetreiber 50Hertz Transmission bzw. 50Hertz Offshore.
Ostwind 2 wurde im April 2024 in Betrieb genommen und ist seitdem einspeisebereit.

## Betrieb
Iberdrola nutzt ein Gelände im Fährhafen Sassnitz als Wartungs- und Servicepunkt. Teile des Stroms aus dem Windpark werden über Power Purchase Agreements mit langjähriger Laufzeit an Unternehmen geliefert:
- 3000 GWh an das Telekommunikationsunternehmen Telefónica Deutschland Holding
- 114 MW an den Stahlkonzern Salzgitter Flachstahl
- zusammen mit dem Offshore-Windpark Windanker 1100 GWh an den Onlineversandhändler Amazon
- 250 GWh an den Baustoffproduzenten Holcim